# Ivan Kitanović
Ivan Kitanović (* 16. Dezember 1976 in Kruševac, Jugoslawien) ist ein serbischer Kontrabassist.

## Tätigkeiten
Kitanović ist als Solist und kammermusikalisch in Österreich und im Ausland tätig:
- 1995/98 Solo-Kontrabassist mit den Belgrad Strings
- 1999/2000 Grazer Symphoniker
- 2000/01 Mitwirkung bei den Wiener Symphonikern, dem Wiener Johann Strauss Orchester und dem Bühnenorchester der Wiener Staatsoper
- 2002 Wiener Symphoniker, Kontrabass-Tutti
- 2003 Wiener Symphoniker, 1. Solo-Kontrabassist

## Wettbewerbe
- Petar Konjović Wettbewerb in Belgrad
  - 1992 Erste Kategorie, 1. Preis
  - 1993 Zweite Kategorie, 1. Preis
- 1994 Internationaler Wettbewerb in Strezia, Italien 1. Preis